# Domremy-Landéville
Domremy-Landéville är en kommun i departementet Haute-Marne i regionen Grand Est (tidigare regionen Champagne-Ardenne) i nordöstra Frankrike. Kommunen ligger i kantonen Doulaincourt-Saucourt som tillhör arrondissementet Saint-Dizier. År 2022 hade Domremy-Landéville 75 invånare.

## Befolkningsutveckling
Antalet invånare i kommunen Domremy-Landéville
| Referens: INSEE |